# Richard Graham (attore 1960)
Richard Graham (Farnborough, 10 maggio 1960) è un attore britannico.

## Filmografia

### Cinema
- Il Bounty (The Bounty), regia di Roger Donaldson (1984)
- My Beautiful Laundrette - Lavanderia a gettone (My Beautiful Laundrette), regia di Stephen Frears (1985)
- Il ritorno dal fiume Kwai (Return from the River Kwai), regia di Andrew V. McLaglen (1989)
- Se ti piace... vai... (Try This One for Size), regia di Guy Hamilton (1989)
- Innocenza colposa (Under Suspicion), regia di Simon Moore (1991)
- Nel nome del padre (In the Name of the Father), regia di Jim Sheridan (1993)
- Hooligans (I.D), regia di Phil Davis (1995)
- Titanic, regia di James Cameron (1997)
- 24 Hours in London, regia di Alexander Finbow (2000)
- Happy Now, regia di Philippa Cousins (2001)
- Arthur's Dyke, regia di Gerry Poulson (2001)
- Gangs of New York, regia di Martin Scorsese (2002)
- Il segreto di Vera Drake (Vera Drake), regia di Mike Leigh (2004)
- Sogni e delitti (Cassandra's Dream), regia di Woody Allen (2007)
- L'ombra del sospetto (The Other Man), regia di Richard Eyre (2008)
- The Kid, regia di Nick Moran (2010)
- La fine del mondo (World's End), regia di Edgar Wright (2013)
- Dom Hemingway, regia di Richard Shepard (2013)
- ID2: Shadwell Army, regia di Joel Novoa (2016)
- Il filo nascosto (Phantom Thread), regia di Paul Thomas Anderson (2017)

### Cortometraggi
- Rug, regia di Graham Page (2005)
- Breath, regia di Mark Gillespie (2007)
- The Right to Remain Silent, regia di David Hennessy (2014)
- The Removal, regia di Paul Gay (2016)